# Poliomopsis thermopsidis
Poliomopsis thermopsidis är en svampart som beskrevs av A.W. Ramaley 1987. Poliomopsis thermopsidis ingår i släktet Poliomopsis och familjen Uropyxidaceae.   Inga underarter finns listade i Catalogue of Life.